# Charles Francis Constantine
Charles Francis Constantine CB, DSO, kanadski general, * 1883, † 1953.
Med letoma 1925 in 1930 je bil komandant Kraljevega vojaškega koledža Kanade